# Allez, Eddy!
Allez, Eddy! is een Vlaamse film in een regie van Gert Embrechts uit 2012. De film speelt zich af in de jaren zeventig en is de eerste langspeelfilm van Embrechts. 

## Het verhaal
Freddy Dermul groeit op als jongste zoon van een slagersfamilie. Van zijn ouders, Angel en André, mag hij zijn grote passie wielrennen niet beoefenen vanwege zijn ontlastingincontinentie. Angel vreest dat Freddy door iedereen zal worden uitgelachen wanneer hij zijn broek publiekelijk vuil maakt en dat dit zulk psychotrauma zal teweegbrengen dat Freddy verkeerde acties zal ondernemen. Zo heeft zij in het verleden al enkele kinderen gekend die zichzelf verminkten na publiekelijk gepest te worden, zoals het beloftevolle zangeresje met een tumor op haar buik die sindsdien nooit meer zong en het schildertalent die zijn tong afsneed omdat hij stotterde. Daarom mag Freddy niet alleen buiten, hoewel hij regelmatig stiekem op pad gaat.
In 1975 opent er een Franse supermarkt, Magique genaamd, even buiten het dorp. Briek, Freddy's oudere broer, sluit zich aan bij het Vlaams Offensief dat protesteert tegen alle Franse invloeden, dus ook tegen Magique. Als promotiestunt organiseert Magique een kinderwielerwedstrijd waarvoor Freddy zich stiekem inschrijft. De winnaar mag namelijk naar Roubaix om Eddy Merckx te ontmoeten, het grote idool van Freddy. Briek en Angel menen Freddy tijdens de wedstrijd in een oogopslag gezien te hebben, wat later wordt bevestigd wanneer men zijn trofee in de slagerij komt brengen.
André maakt zich geen zorgen over Magique, waar men van alles verkoopt. Hij gelooft niet in het concept dat mensen in een winkel voorverpakt vlees kopen dat naast lingerie, sportartikelen en "eten in blik" ligt. Hij heeft het echter mis en steeds minder mensen komen naar zijn slagerij. Dankzij zijn rijke zus Marjet komt hij op een idee: mensen kunnen hun bestelling telefonisch plaatsen en Freddy zal het vlees per fiets bij hen afleveren. Dit is slechts een succes van korte duur. Een tekort aan klanten en de warme zomerdagen zorgen ervoor dat het vlees bedorven geraakt.
Freddy is ondertussen bevriend geraakt met Marie, de dochter van de eigenaar van Magique. Wanneer zij op een dag gaan fietsen, krijgt Freddy plots last van "zijn probleempje". Hij snelt met zijn fiets naar huis, maar wordt tegengehouden door het Vlaams Offensief. Wanneer zij merken dat Freddy in zijn broek heeft gepoept, duwen ze hem op de grond. Er ontstaat een gevecht tussen enerzijds Freddy en Briek en anderzijds de leden van het Vlaams Offensief. Door dit incident zegt Briek zijn lidmaatschap op. Dat wordt niet in dank aanvaard en het Vlaams Offensief gooit de winkelruit van de slagerij aan diggelen. Angel vertelt nog een verhaal dat dramatisch is afgelopen: zij had blijkbaar nog een jongere broer die zelfmoord pleegde omdat hij werd gepest na epilepsie-aanvallen.
Omdat de slagerij zo goed als failliet is, gaat André uiteindelijk praten met de directeur van Magique. André kan hem overtuigen dat "vlees in plastic" niet lekker is en dat hij in de supermarkt een beenhouwerij wil openen met vers kwaliteitsvlees. Hierdoor krijgt André een voltijds contract met gewaarborgd loon en nog een commissie. André sluit enkele dagen later zijn eigen slagerij.
De directeur kan André overhalen om Freddy in te laten schrijven voor een talentenjacht. Na de schoolvakantie opent er een nieuwe studierichting voor beloftevolle wielrenners waarvan Eddy Merckx peter is. Freddy doet mee aan de testen en wordt geselecteerd. Wanneer Freddy vertelt over zijn incontinentie, staat zijn kandidatuur te wankelen: het zou een schande zijn voor de ploeg en de sponsors wanneer dit publiekelijk zou gebeuren. De arts van de jury stelt voor om nogmaals een medisch onderzoek uit te voeren. Hij ontdekt dat er een obstructie in de dikke darm zit die de feces naar buiten drukt. Via darmspoelingen zou dit probleem op langere tijd opgelost kunnen worden. Uiteindelijk gaat de jury akkoord om Freddy op te nemen in het team.
De film springt enkele jaren verder naar een live-uitzending net voor de start van de Ronde van Vlaanderen. Wanneer Freddy Demul in beeld komt, zegt de presentator dat dit een beloftevolle wielrenner is die geschiedenis zal schrijven.

## Rolverdeling
| Acteur              | Personage       |
| ------------------- | --------------- |
| Peter Van den Begin | André           |
| Barbara Sarafian    | Angel           |
| Jelte Blommaert     | Freddy          |
| Mathias Vergels     | Briek           |
| Els Dottermans      | Marjet          |
| Lotte Bode          | Fien            |
| Silke Cnockaert     | Marleen         |
| Bruno Georis        | Jacques Gentils |
| Coline Leempoel     | Marie           |
| Frieda Pittoors     | Cecil           |
| Bruno Vereeck       | Amand           |
| Stefaan Degand      | Jules           |
| Jelle Cleymans      | Joris           |
| Julian Borsani      | Wim             |
| Ben Van den Heuvel  | Jozef           |
| Jelle Florizoone    | Albrecht        |